# Try That in a Small Town

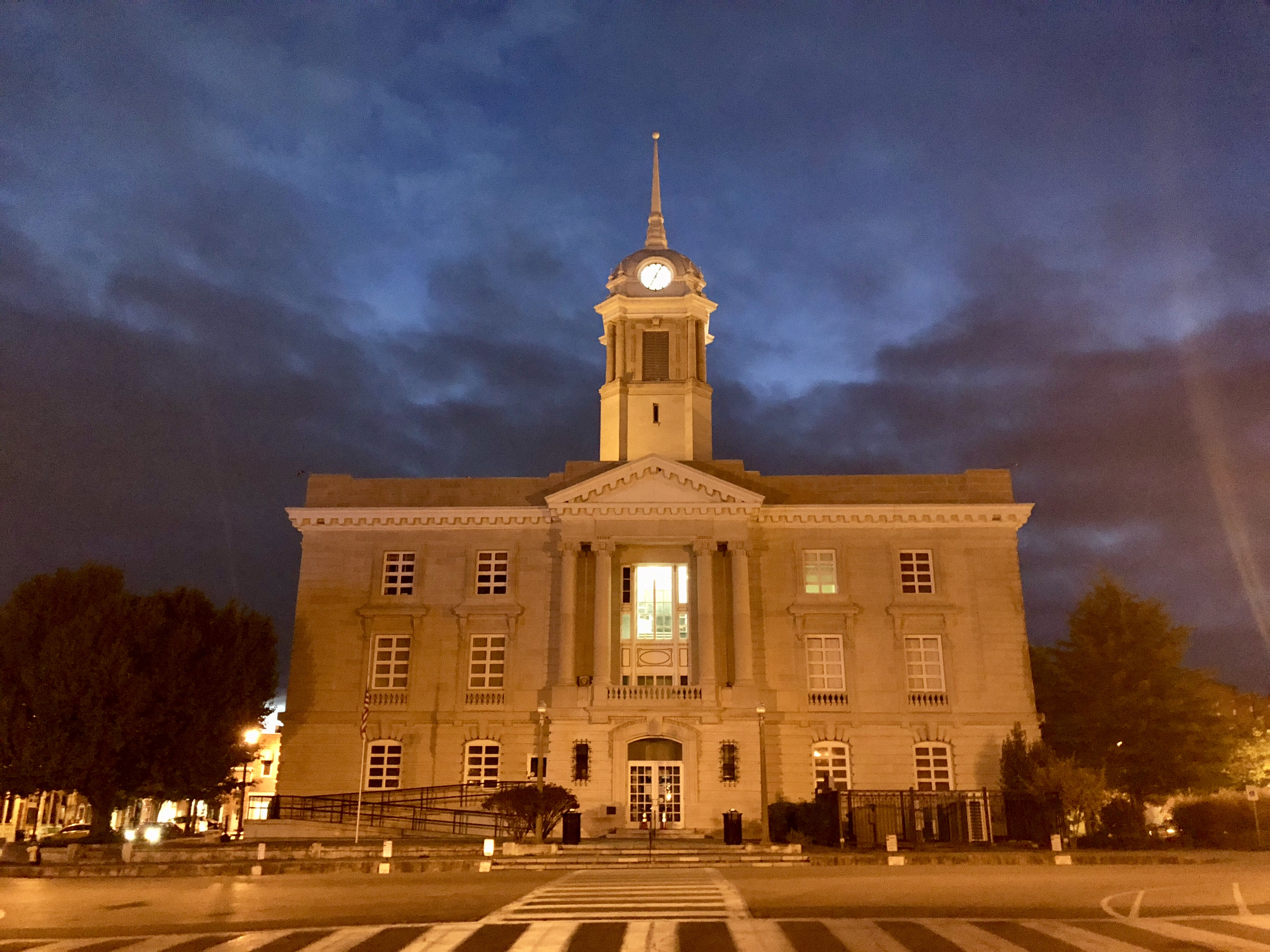
Здание суда округа Мори в Колумбии, штат Теннесси (на фото в 2022 году), где проходили съемки клипа. Использование этого места вызвало споры: некоторые критики и слушатели сослались на то, что это место совпадает с местом линчевания Генри Чоута в 1927 году, и обвинили Олдина в выпуске песни в поддержку линчевания, что он впоследствии опроверг

«Try That in a Small Town» («Попробуй это сделать в маленьком городе») — песня американского кантри-певца Джейсона Олдина, вышедшая 22 мая 2023 года в качестве ведущего сингла с одиннадцатого студийного альбома Highway Desperado, написанная Келли Лавлейс, Нилом Трэшером, Талли Кеннеди и Куртом Эллисоном.
Сингл достиг первого места в кантри-чарте Hot Country Songs, став для Олдина его первым за 9 лет чарттоппером (и в сумме 10-м чарттоппером).
После выхода клипа на эту песню в июле 2023 года она стала предметом широкой полемики и внимания прессы. Благодаря широкому освещению в прессе песня вызвала значительный общественный интерес и всплеск популярности. Кандидаты в президенты от Республиканской партии начали исполнять эту песню на своих предвыборных мероприятиях.
Песня дебютировала на втором месте в Billboard Hot 100, что стало самым высоким показателем Олдина в этом чарте на сегодняшний день, а в конце июля её продажи стали самыми большими для кантри-песен за последние 10 лет.
5 августа она возглавила Hot 100, став его первым чарттоппером.

## История
В песне «Try That In A Small Town» противопоставляется сельский и городской образ жизни. В ней утверждается, что такое поведение, как сжигание флага или протесты и нападения на полицейских, в сельской местности будет иметь более серьёзные последствия, чем в городе: «попробуй это в маленьком городке, посмотрим, как далеко ты уедешь по дороге». Во втором куплете Олдин поёт о правах на оружие и не хочет, чтобы его собственное оружие было конфисковано.

## Музыкальное видео
Музыкальное видео вышло 14 июля 2023 года, режиссёр Shaun Silva. В клипе Олдин выступает перед зданием суда города Колумбия, штат Теннесси, где в 1927 году также произошло линчевание Генри Чоута. Эти кадры перемежаются с новостными кадрами митингов, грабежей и беспорядков, направленных против сотрудников полиции. В нём есть сцены культуры Американа, такие как игра молодой девушки в хопскотч и группа фермеров, помогающих друг другу.
Через четыре дня после выхода ролика телевизионная сеть CMT сняла его с ротации.
В ответ на заявления Олдина пользователи социальных сетей и СМИ сообщили, что клип содержит множество клипов, снятых за пределами США, включая коммерческие стоковые материалы. Rolling Stone сообщил, что клип содержит кадры канадских протестов в Торонто и Монреале. 26 июля на YouTube была выложена отредактированная версия клипа, из которой удалена сцена протестов в Атланте (штат Джорджия).

## Отзывы
Александра Уиллингем из CNN написала, что «на первый взгляд, это обычный кантри-хит с темами маленьких городов, оружия и суровой самодостаточности». Роберт К. Оерманн, написавший обзор для MusicRow, описал песню как «беспрерывное, воинственное мычание о том, каким злом являются большие города».
В июле 2023 года песня и клип на неё были осуждены многими критиками, артистами, политиками и потребителями, которые сочли текст и клип расистскими и жестокими.
За первые десять дней после выхода 14 июля клип набрал более 17 млн просмотров на YouTube. Кандидаты в президенты от Республиканской партии Вивек Рамасвами и Никки Хейли начали исполнять эту песню на своих предвыборных мероприятиях, причём Рамасвами заявил, что хочет помочь ей занять первое место в Billboard Hot 100.

## Коммерческий успех
«Try That in a Small Town» дебютировала на 24-м месте в Billboard Country Airplay в дату с 3 июня 2023 года и на 35-м месте в Hot Country Songs. Она также дебютировала на 2-м месте в основном американском хит-параде Billboard Hot 100, став для Олдина самым высоким стартом к этому моменту. Кроме того, песня заняла первое место в чарте Billboard Hot Country Songs, став для Олдина первым номером в этом чарте после «Burnin' It Down» в 2014 году и 37-м хитом в Топ-10.
5 августа 2023 года песня возглавила Hot 100, став первым чарттоппером Олдина (и 40-м хитом в горячей сотне). Одновременно был установлен рекорд, впервые в истории хит-парада (созданного в 1958 году) все первые три места занимали кантри-песни, так как на втором месте был сингл «Last Night» Моргана Уоллена, а на № 3 — «Fast Car» Люка Комбса.
«Try That» оставалась на первом месте в чарте Billboard Digital Songs четыре недели и во главе кантри-чарта Country Songs — две недели.

## Чарты
| Чарт (2023)                                  | Высшая позиция |
| -------------------------------------------- | -------------- |
| Канада (Billboard Canadian Hot 100)          | 9              |
| Канада (Billboard Country)                   | 49             |
| Мир (Billboard Global 200)                   | 2              |
| Новая Зеландия (RMNZ)                        | 26             |
| Нидерланды (Dutch Top 40)                    | 28             |
| Великобритания (UK Singles Sales Chart, OCC) | 9              |
| США (Billboard Hot 100)                      | 1              |
| США (Billboard Country Airplay) ·            | 2              |
| США (Billboard Hot Country Songs)            | 1              |

| Чарт (2023)                      | Позиция |
| -------------------------------- | ------- |
| US Billboard Hot 100             | 66      |
| US Country Airplay (Billboard)   | 37      |
| US Hot Country Songs (Billboard) | 19      |